# Peter Skalar (likovnik)
Peter Skalar, slovenski grafični oblikovalec in profesor, * 12. september 1941.
Bil je redni profesor na ALUO za grafično oblikovanje. Leta 1972 je skupaj z  Matjažem Vipotnikom, Janezom Suhadolcem in Judito Skalar prejel Župančičevo nagrado in leta 1976 prejel nagrado Prešernovega sklada (skupaj z Judito Skalar) in leta 1977 Prešernovo nagrado (z Jožetom Babičem, Poldetom Bibičem, Darijanom Božičem, Benom Hvalo, Primožem Kozakom in Matjažem Vipotnikom za izvedbo Hlapca Jerneja na osrednji proslavi ob 100-letnici rojstva Ivana Cankarja. Po upokojitvi je postal zaslužni profesor UL (2011), pa tudi prvi prejemnik nagrade Fundacije Jožeta Brumna za življenjsko delo (2022).